# انهيار سوق الأوراق المالية (1973-1974)

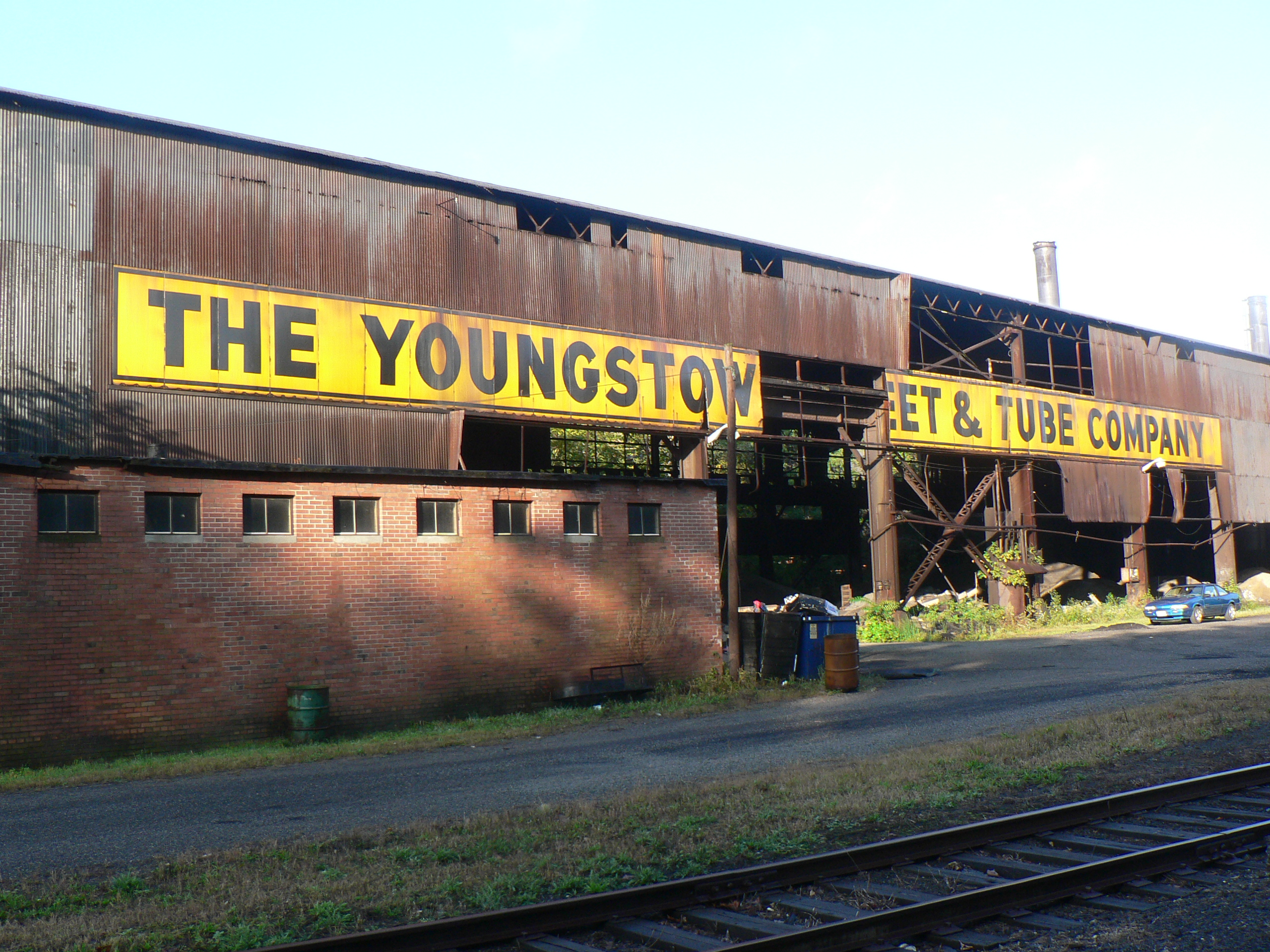

انهيار سوق الأوراق المالية 1973-1974 هو الانهيار لأسواق الأوراق المالية الذي استمر بين يناير 1973 وديسمبر 1974، وأثر على جميع أسواق الأوراق المالية الرئيسية في العالم، ولا سيما المملكة المتحدة ()، كانت واحدة من أسوأ حالات الركود سوق الأوراق المالية في التاريخ الحديث، وجاء الحادث بعد انهيار نظام بريتون وودز على مدى سنتين، وصاحب ذلك 'صدمة نيكسون' في الولايات المتحدة وانخفاض قيمة الدولار في إطار اتفاقية سميثسونيان. وضاعف التأثير اندلاع أزمة النفط عام 1973 في أكتوبر من ذلك العام.

## انعكاس المؤشر
في 694 يوما بين 11 يناير 1973 و6 ديسمبر 1974، كان مؤشر داو جونز الصناعي في بورصة نيويورك فقد أكثر من 45% من قيمته، مما جعله يتحمل سابع أسوأ هبوط في تاريخ المؤشر.
1972 كان عاما جيدا ل(DJIA)، مع تحقيق مكاسب بلغت 15 ٪ في اثني عشر شهرا، كان من المتوقع ان يكون عام 1973 أفضل، مع تقرير مجلة التايم، لكن بعدها بثلاثة أيام فقط بدا الانهيار، وفي العامين من 1972 إلى 1974، تباطأ نمو الاقتصاد الأميريكي من نمو الناتج المحلي بقيمة 7.2 ٪ ليتقصل إلي -2.1 ٪، في حين أن التضخم قفز من 3.4 ٪ في عام 1972 إلى 12.3 ٪ في عام 1974.
وكان أسوأ أثر في المملكة المتحدة، وخاصة على بورصة لندن التي فقدت 73% من قيمتها خلال الحادث. من 5.1 ٪ نمو في ناتج المحلي الإجمالي الحقيقي في عام 1972، لينتكس عام 1974 وينخفض الناتج المحلي الإجمالي 1.1 ٪. وفي ذلك الوقت، سوق العقارات في المملكة المتحدة كان يمر بأزمة كبرى، وأزمة مصرفية ثانوية [5]، في المملكة المتحدة، تم رفع تجميد الإيجارات في 19 ديسمبر 1974، وتم السماح بتعديل أسعار العقارات ؛ خلال السنة التالية، أسعار الأسهم ارتفعت بنسبة 150 ٪. [5] ولكن، خلافا للولايات المتحدة، استمرار التضخم في الارتفاع، إلى 25 ٪ في عام 1975، ليفسح المجال لعصر من الركود.

## الشفاء من الصدمة
وصلت جميع مؤشرات الأسهم الرئيسية للدول الصناعية السبع الكبرى إلى أدنى مستوياته ما بين سبتمبر وديسمبر 1974، بعد أن فقدت على الأقل 34 ٪ من قيمة الأسهم الاسمية، و 43 ٪ من القيمة الحقيقية.
وفي جميع الحالات، فإن الانتعاش كان عملية بطيئة، ورغم أن ألمانيا الغربية كان السوق الأسرع استردادا لقيمته، فعاد إلى المستوى الاسمي خلال ثمانية عشر شهرا، لكنه لم يعود إلى نفس المستوى الحقيقي حتى يونيو 1985، المملكة المتحدة لم تعد إلى نفس مستوى السوق حتى مايو 1987 (قبل بضعة أشهر فقط من حادث الاثنين الأسود)، في حين أن الولايات المتحدة لا تعد إلى نفس المستوى من حيث القيمة الحقيقية حتى أغسطس 1993، بعد أكثر من 20 عاما على الانهيار.